# Ольшанське
Ольшанське — селище в Україні, у Миколаївському районі Миколаївської області. Адміністративний центр Ольшанської селищної громади.

## Назва
Отримало свою назву на честь командира десантного загону, що загинув при звільненні обласного центру від німців 1944 року, Героя Радянського Союзу Костянтина Ольшанського.

## Історія
Селище розбудовували у 1960-ті роки (включено в облік 18.03.1968). Наприкінці 1980-х працювало два заводи: цементний і гідролізно-дріжджовий, лікарня, поліклініка, будинок культури, два відомчі (заводські) дитячі дошкільні заклади, школа.
В селищі розташована Ольшанська виправна колонія № 53 управління Державного департаменту України з питань виконання покарань у Миколаївській області.

## Населення
Населення селища, станом на 1 січня 2019 року, налічувало 3 655 осіб.